# Robert Agnew
Pour les articles homonymes, voir Agnew.
Robert Agnew, aussi connu sous le nom Bobby Agnew, né le 4 juin 1899 à Dayton (Kentucky) et mort le 8 novembre 1983 à Palm Springs (Californie), est un acteur de cinéma américain qui a principalement travaillé dans l'âge d'or du cinéma muet.

## Filmographie partielle
- 1920 : On demande un mari (The Frisky Mrs. Johnson) de Edward Dillon
- 1921 : The Passion Flower (en)
- 1921 : The Wonderful Thing de Herbert Brenon
- 1922 : L'Accordeur (Clarence) de William C. de Mille : Bobby Wheeler
- 1922 : Kick In (film, 1922) (en)
- 1923 : Trimmed in Scarlet (en)
- 1923 : Les Femmes libres (Prodigal Daughters) de Sam Wood
- 1923 : La Huitième Femme de Barbe-Bleue (Bluebeard's Eighth Wife) de Sam Wood : Albert deMarceau
- 1923 : The Marriage Maker
- 1923 : La Loi du désert (Three Who Paid) de Colin Campbell
- 1923 : La Danseuse espagnole (The Spanish Dancer) de Herbert Brenon
- 1924 : Love's Whirlpool
- 1924 : Wine of Youth de King Vidor : Bobby Hollister
- 1924 : Wine de Louis Gasnier
- 1925 : The Denial (en)
- 1925 : The Great Love (en)
- 1926 : Fourth Commandment (en)
- 1927 : Snowbound (en)
- 1927 : The College Hero (en)
- 1927 : Wandering Girls (en)
- 1927 : The Prince of Headwaiters de John Francis Dillon
- 1928 : The Heart of Broadway (en)
- 1928 : Taxi de minuit (The Midnight Taxi)
- 1930 : The Woman Racket (en) de 	Robert Ober et Albert H. Kelley
- 1930 : The Naughty Flirt d'Edward F. Cline
- 1933 : Chercheuses d'or de 1933 (Gold Diggers of 1933) de Mervyn LeRoy : directeur de danse (non crédité)